# Йорді Кройф
Йо́ган Йо́рді Кройф (нід. Johan Jordi Cruijff; нар. 9 лютого 1974, Амстердам) — колишній нідерландський футболіст, атакувальний півзахисник. Відомий виступами за низку європейських клубів та збірну Нідерландів. По завершенні ігрової кар'єри — футбольний тренер і функціонер, із серпня 2020 року — головний тренер китайського клубу «Шеньчжень».
Син легендарного нідерландського футболіста, зірки 1960-80-х Йогана Кройфа. Виступав у формі, на якій було зазначене ім'я («Йорді») замість прізвища, бажаючи уникнути порівняння із зірковим батьком.

## Клубна кар'єра
Займатися футболом почав у футбольній академії амстердамського «Аякса», до якої потрапив у 7-річному віці у 1981 році. 1988 року його батько Йоган Кройф прийняв пропозицію очолити тренерський штаб іспанської «Барселони» і родина Кройфів переїхала до Іспанії. Йорді продовжив займатися футболом в академії каталонського гранда, а з 1992 року почав залучатися до складу фарм-клубу «Барселони», який змагався у Сегунді, другому за ієрархією турнірі Іспанії.
9 вересня 1994 року дебютував у складі головної команди «Барселони», очолюваної батьком. Молодий півзахисник провів у команді два сезони, продемонструвавши непоганий рівень гри, однак був змушений шукати новий клуб після відставки батька з позиції головного тренера «Барселони» у 1996.
У серпні 1996 року перейшов до англійського «Манчестер Юнайтед», з яким уклав чотирирічний контракт. Відразу ж став потрапляти до основного складу команди, однак уже в листопаді того ж року дістав травму. Відновивши ігрові кондиції навесні 1997-го, гравець не зміг повернути своє місце в основі клубу, лише епізодами з'являючись на полі у його складі. Протягом наступних трьох сезонів гравець лише 18 разів виходив на поле в матчах Прем'єр-ліги, у 1999 році половину сезону відіграв на правах оренди за іспанський клуб «Сельта Віго».
Після завершення контракту з «Манчестер Юнайтед» влітку 2000 року гравець на правах вільного агента приєднався до складу іншого іспанського клубу, «Депортіво Алавес», який на той час змагався в елітному Прімера Дивізіоні. Найбільшим досягненням гравця з цією командою був вихід до фіналу розіграшу Кубка УЄФА 2001 року, в якому іспанці поступилися англійському «Ліверпулю» лише у додатковий час. При цьому саме Йорді зрівняв рахунок наприкінці основного часу зустрічі, забивши гол на 89-й хвилині. Грав за «Депортіво Алавес» до кінця сезону 2002-03, за результатами якого клуб вибув з елітного дивізіону іспанської першості.
Сезон 2003-04 Йорді відіграв за барселонський «Еспаньйол», в якому був постійним гравцем основного складу. Протягом 2004—2006 років знаходився поза великим футболом, заліковуючи важку травму коліна та підтримуючи форму з командою дублерів «Барселони».
Перед початком сезону 2006-07 уклав однорічний контракт з представником чемпіонату України донецьким «Металургом». Контракт згодом було подовжено ще на один рік, однак гравець не зміг повернутися на колишній рівень гри і за два сезони, проведених у Донецьку, виходив на поле лише у 28 матчах чемпіонату України.
Завершив ігрову кар'єру в сезоні 2009-10 виступами за мальтійську команду «Валетта».

## Виступи за збірні

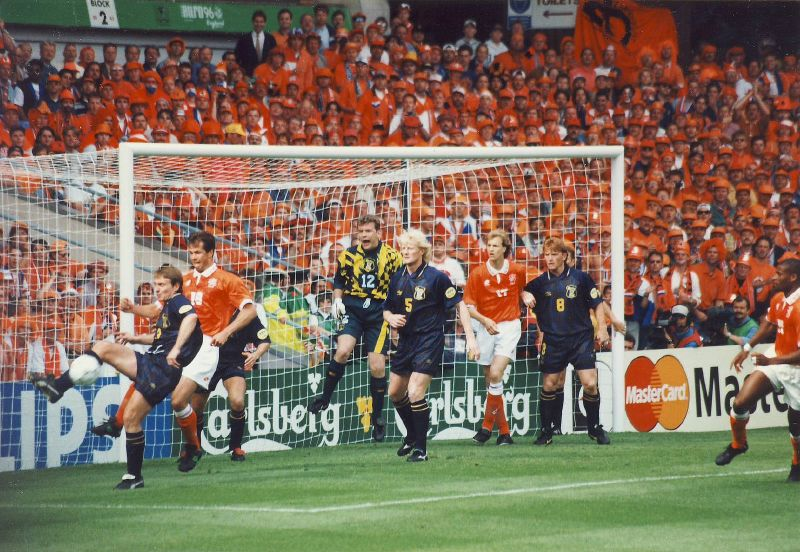
Йорді Кройф (№17) у складі збірної Нідерландів під час гри чемпіонату Європи 1996 року проти збірної Шотландії (Лондон, 10 червня 1996 року).

Протягом 1995—2004 року залучався до складу невизнаної УЄФА та ФІФА збірної Каталонії, за яку загалом провів 9 матчів, забивши 2 голи.
1996 року своїми впевненими виступами за «Барселону» привернув увагу тренера збірної Нідерландів Гуса Гіддінка і був викликаний до складу команди, що саме готувалася до фінальної частини чемпіонату Європи 1996 року. Провів того року 9 матчів за збірну Нідерландів, у тому числі виходив в основному складі команди під час усіх її чотирьох матчів у рамках фінального турніру Євро-96 в Англії. Має в активі один гол, забитий за нідерландську національну команду, яким він відзначився 13 червня 1996 року в переможному матчі групового турніру Євро-96 проти збірної Швейцарії.

## Тренерська і управлінська робота
Протягом останнього сезону ігрової кар'єри, проведеного на Мальті у складі клубу «Валетта», був фактично граючим тренером команди, поєднував виступи на полі з обов'язками помічника головного тренера.
2010 року вирішив не продовжувати тренерську кар'єру, натомість прийняв пропозицію очолити кіпрський клуб «АЕК» з Ларнаки як директор з футболу. Запросив на посаду головного тренера команди свого співвітчизника Тона Каанена.
У квітні 2012 року прийняв запрошення перейти на посаду спортивного директора ізраїльського клубу «Маккабі» (Тель-Авів), який сплатив кіпріотам компенсацію за передчасне розірвання контракту зі спеціалістом. Протягом періоду роботи нідерландця на цій посаді в «Маккабі» змінилася низка тренерів, проте команда незмінно демонструвала високі результати як на внутрішній арені, так й на рівні єврокубків, зокрема уперше в історії ізраїльського футболу вигравши протягом сезону усі три національні футбольні турніри, а також уперше за попередні 11 років кваліфікувавшись до групової стадії Ліги чемпіонів УЄФА. По завершенні сезону 2016/17, за результатами якого «Маккабі» удруге поспіль не зміг здобути чемпіонський титул, поступившись «Хапоелю» (Беер-Шева), вирішив звільнити ангольського тренера Літу Відігала і відновити власну тренерську кар'єру, ставши головним тренером команди «Маккабі». У сезоні 2017/18, утім, вже під його керівництвом команда знову не виконала завдання на сезон, фінішувавши лише третьою у національній першості.
Вирішивши продовжити роботу на тренерських посадах, у серпні 2018 року очолив команду китайського «Чунцін Ліфань». По завершенні сезону 2019 року залишив клуб, не продовживши тренерський контракт.
3 січня 2020 року був призначений головним тренером збірної Еквадору, на чолі якої не провів не лише жодної офіційної гри, але й навіть тренувальних зборів, які у першій половині 2020 року не проводилися через пандемію COVID-19. Але в Еквадорській федерації футболу за цей час змінилося керівництво, яке у липні 2020 року відмовилося від послуг нідерландця на користь досвідченішого аргентинського спеціаліста Густаво Альфаро.
Вже наступного місяця Йорді повернувся до Китаю, очоливши тренерський штаб команди «Шеньчжень».

## Статистика виступів

### Статистика виступів за збірну
| Дата      | Місто     | Господарі  | Результат               | Гості      | Турнір                | Голи | Примітки |
| --------- | --------- | ---------- | ----------------------- | ---------- | --------------------- | ---- | -------- |
| 24-4-1996 | Роттердам | Нідерланди | 0 – 1                   | Німеччина  | товариський матч      | -    |          |
| 29-5-1996 | Тілбург   | Нідерланди | 2 – 0                   | КНР        | товариський матч      | -    | 46'      |
| 4-6-1996  | Роттердам | Нідерланди | 3 – 1                   | Ірландія   | товариський матч      | -    | 75'      |
| 10-6-1996 | Бірмінгем | Нідерланди | 0 – 0                   | Шотландія  | ЧЄ 1996 - 1-й етап    | -    |          |
| 13-6-1996 | Бірмінгем | Швейцарія  | 0 – 2                   | Нідерланди | ЧЄ 1996 - 1-й етап    | 1    | 84'      |
| 18-6-1996 | Лондон    | Англія     | 4 – 1                   | Нідерланди | ЧЄ 1996 - 1-й етап    | -    |          |
| 22-6-1996 | Лондон    | Франція    | 0 – 0 д.ч. (5 – 4 п.п.) | Нідерланди | ЧЄ 1996 - чвертьфінал | -    | 69'      |
| 31-8-1996 | Амстердам | Нідерланди | 2 – 2                   | Бразилія   | товариський матч      | -    | 46'      |
| 5-10-1996 | Кардіфф   | Уельс      | 1 – 3                   | Нідерланди | Відбір до ЧС 1998     | -    | 46'      |
| Усього    |           | Матчів     | 9                       |            | Голів                 | 1    |          |

## Досягнення

### Як гравця
- Володар Міжконтинентального Кубка (1): 1999
- Чемпіон Англії (1): 1996-97
- Володар Суперкубка Іспанії (1): 1994
- Володар Суперкубка Англії (2): 1996, 1997

### Як тренера
- Володар Кубка Тото (1): 2017-18

## Виноски
1. ↑  Інтерв'ю Йорді Кройфа, 24 грудня 2006 року. (рос.)